# Jāņu siers
Lo Jāņu siers (letteralmente: formaggio della festa di San Giovanni) è un formaggio non stagionato a base di latte acidificato, tipico della Lettonia.
Questo formaggio tipico della cucina lettone viene tradizionalmente consumato in occasione del cosiddetto Jāņi, la festa nazionale lituana che celebra il solstizio d'estate (23-24 giugno).
La preparazione dello Jāņu siers, considerato il "Re dei formaggi lettoni" (Latvijas sieru karalis), ha ottenuto dall'Unione europea il riconoscimento di specialità tradizionale garantita (STG).

## Storia

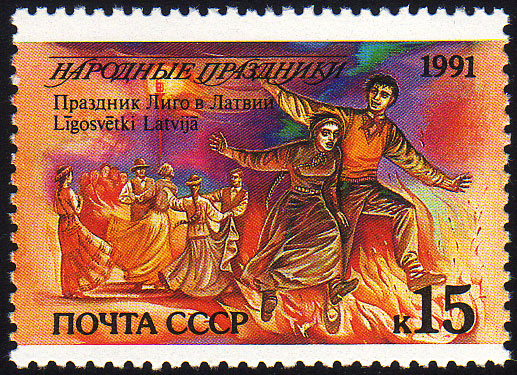
Francobollo sovietico sulla festa lettone di San Giovanni

La festa di San Giovanni (Jāņi) è una festa lettone ricca di tradizioni, celebrata in occasione del solstizio d'estate. A questa festa sono associate numerose tradizioni, come l'intrecciatura di corone, l'uso di decorare le case con fiori di campo, il canto, l'accensione di falò e la preparazione di specialità.
Quando nel XII secolo i crociati germanici giunsero sulle rive del Mar Baltico, furono stupiti dalla grandezza delle celebrazioni della notte di San Giovanni attorno ai fuochi che ardevano nell'oscurità della notte.
Il formaggio, protagonista della tavola del solstizio d'estate, è celebrato nelle canzoni popolari lettoni raccolte, classificate e trascritte da Krišjānis Barons tra il 1894 e il 1915 nell'opera Latvju dainas (Le Daina lettoni), ed è considerato, insieme alla birra, un vero e proprio tesoro nel quadro del folclore orale lettone.
La forma rotonda e il colore giallo dello Jāņu siers sono caratteristici e simboleggiano l'energia del sole e la ricchezza della terra: infatti, durante la preparazione del formaggio, il tessuto usato per contenere la caciotta viene annodato in maniera particolare, in modo da lasciare impresso al centro un nodo con le pieghe intorno che ricordano i raggi solari.

## Preparazione

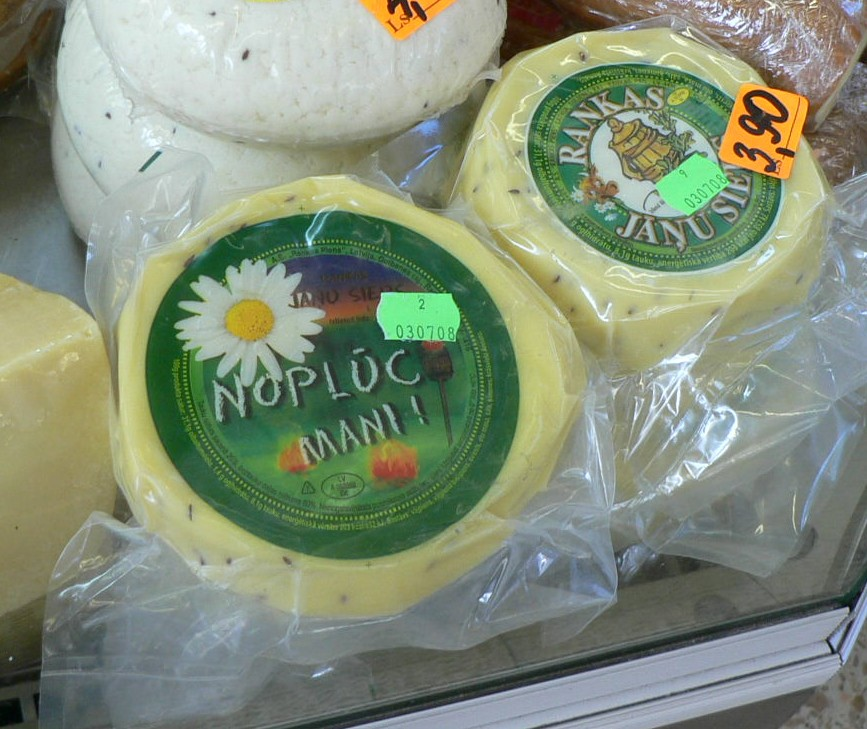
Forme di Jāņu siers

Il latte di mucca, a cui sono aggiunti fermenti lattici (biezpiens) oppure la cagliata, viene riscaldato a 72-77 °C per eliminare il siero di latte. In seguito la massa viene messa in una padella (o altro contenitore) e mescolata con una miscela di uova, burro (o panna), sale e semi di cumino. Una volta formatasi una palla solida e compatta, il formaggio viene posto all'interno di uno stampo in cui è sistemata una mussola (o altro tipo di tessuto) per scolare il liquido in eccesso. Il panno viene annodato in modo da formare delle pieghe che ricordano i raggi del sole.Generalmente, il formaggio viene preparato pochi giorni prima di essere consumato e viene fatto maturare in un luogo fresco prima del consumo.